# Matilde Calvo Rodero
Matilde Calvo Rodero, (Madrid, 1899-1982) fue una artista española plástica del grabado y la encuadernación del siglo XX. 

## Trayectoria
Hija de Anunciación Rodero y Cástor Calvo, subdirector de Tabacalera. El matrimonio tuvo seis hijas y un hijo.Una de sus hermanas, Pilar Calvo Rodero, fue también artista. 
Estudió en la Escuela Especial de Pintura, Escultura y Grabado de Madrid, compartiendo aulas con Rosa Chacel, Timoteo Pérez Rubio y Victorina Durán, a la que le unió una gran amistad. Era conocida como "la princesa del dólar" porque ayudaba a sus compañeros que no tenían dinero para los materiales. Tuvo un estudio en la calle Ventura de Vega compartido con Durán.
Trabajó en el Museo Nacional de Artes Industriales, denominado Museo Nacional de Artes Decorativas desde 1927, junto a Durán y Francisco Pérez Dolz entre otros, a principios de los años 20.
En 1920 participó en el Primer Salón Otoñal de Artistas Independientes fundado por la Asociación de Pintores y Escultores, que reunió a 700 artistas, de los cuales 24 eran mujeres. Un año después expuso en el Ateneo de Madrid, junto a Durán que exponía batiks, estudios pictóricos y aguafuertes. También expuso aguafuertes en la Exposición Nacional de 1922 siendo premiado  el titulado "Jardín romántico".
En 1923 la Dirección General de Bellas Artes convocó un Concurso Nacional de Pintura relacionada con las artes industriales en el que fue galardonada con 1000 pesetas por un proyecto de friso cerámico en la sección "Cerámica sobre superficie plana, esmaltes y vidriería". En ese concurso fueron galardonados también Pérez Dolz por sus batiks, Victorina Durán por un proyecto de alfombras y Amparo y Gloria Brime por sus carteles y figurines para teatro.
Participó en la Exposición Internacional de Artes Decorativas celebrada en París en 1925 obteniendo una medalla de plata. Expuso siete encuadernaciones artísticas en piel de las obras Vita Nova, Manon Lescaut, La dama de las camelias, Tratado de técnica ornamental, La luna nueva, Hernán y Dorotea y Salomé.
En 1926 participó de nuevo en la Exposición Nacional de Bellas Artes con la cubierta de un cuero repujado con aplicaciones. Socia del  Lyceum Club Femenino, ese mismo año junto a Durán expuso en sus salas aguafuertes, entre los que la crítica destacó "Fuente" por su interesante contraluz y los cueros repujados y troquelados de sus encuadernaciones con aplicaciones de hierros labrados y de piedras. En el Lyceum, según cuenta en sus memorias Victorina Durán, compartían mesa en el salón de té con Trudi Cra, esposa de Luis Araquistain, Isabel Espada y Julia Iruretagoiena, esposa de Tomás Meabe. También estaba entre sus amistades Elena Fortún.
En 1929 obtuvo un premio en el Concurso Nacional de Arte Decorativo y Grabado consistente en 1000 pesetas por un trabajo de encuadernación.
Volvió a participar en la Exposición Nacional de Bellas Artes de 1930 con cubiertas de piel, pergamino y cuero, repujadas, pirograbadas, pintadas o policromadas. En 1930, siendo profesora de la Escuela del Hogar y Profesional de la Mujer, fue pensionada por la JAE para perfeccionar su técnica de encuadernación en París. Le fue concedida para dos meses, tiempo en el que se dedicó  a la preparación de los libros en rústica para ser encuadernados, restauración de las páginas rotas, montado y restauración de los grabados.  A esto siguieron otros trabajos como encuadernación en papel y piel; la preparación de las pieles; la encuadernación completa en piel, montado de aplicaciones en marfil, plata y otros materiales en la encuadernación en piel. Además de estuches, dorados y títulos. Participó en 1931 en la Exposición internacional de artes del libro de París con sus encuadernaciones. Volvió a ganar un premio otorgado por la Cámara Oficial del Libro de Madrid por unas encuadernaciones suyas en mayo de 1936.
Tras la Guerra civil siguió exponiendo, así en 1946 participó en el I Salón Femenino de Bellas Artes, organizado por el semanario Domingo y patrocinado por la Dirección General de Bellas artes. Otras artistas fueron Rosario de Velasco, Ángeles Santos y Marisa Roësset.
En 1948 seguía trabajando en la Escuela del Hogar y Profesional de la Mujer y fue promocionada con un sueldo o gratificación anual de 6.000 pesetas.

## Reconocimientos
En noviembre de 2015 la Pieza del Mes  en el Museo de Artes Decorativas fue una encuadernación suya.